# Silvius ceylonicus
Silvius ceylonicus är en tvåvingeart som beskrevs av Szilady 1926. Silvius ceylonicus ingår i släktet Silvius och familjen bromsar.
Artens utbredningsområde är Sri Lanka. Inga underarter finns listade i Catalogue of Life.